# ブラウン内閣 (第3次改造)

ブラウン第3次改造内閣（ブラウンだいさんじかいぞうないかく）は、イギリスの首相ゴードン・ブラウンによって組閣されたイギリスの内閣。前ブラウン第2次改造内閣からの再改造内閣であり、2009年6月5日に発足、2010年5月11日まで継続した。
ブラウン首相は2007年6月の政権発足から約3年を経た2010年5月に総選挙を断行したが、保守党に第一党を明け渡し、下野することになった。

## 改造までの経緯

### 経費乱用問題と閣僚への波及
2007年の発足以来、低い支持率に悩むブラウン政権だったが、2008年9月のリーマン・ショックを受けた世界金融危機の対応が評価されて以降は、支持率が回復し始めた。
しかし、2009年に入って英国が17年ぶりの景気後退に突入し、元グルカ兵の永住権問題、議員の経費乱用問題など数々の問題が後を追って表面化すると、再びブラウン内閣の支持率は低下し始め、党内でも「ブラウンおろし」の動きが公然化した。
6月の統一地方選挙を目前に議員の経費乱用をめぐる問題でブラウン首相の盟友・マイケル・マーティン下院議長（Michael Martin）をはじめ、与野党あわせて20人もの議員が辞職する事態となり、6月2日にはジャッキー・スミス内務大臣、6月3日にはヘーゼル・ブリアーズコミュニティー・地方政府担当大臣も辞任を表明。
経費問題で辞任した2人の閣僚であるが、スミス、ブリアーズ両名とも首相側近のブラウン派と対立するブレア派の議員でもあるため、この辞任には「反ブラウン」の側面もあった。実際、この辞任劇をきっかけ党首交代を求め、党首選挙を実施するための動きも活発化しており、BBCのロビンソン政治部長は、ブリアーズの辞意表明が事実上の「党首選の号砲」だったと指摘している。

### 地方統一選大敗と相次ぐ閣僚辞任

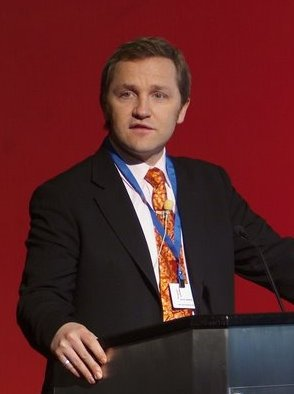
首相に退陣を要求して辞任したジェームズ・パーネル雇用・年金大臣

そんな状況下で行われた、6月4日投開票の地方統一選挙では、与党・労働党が最大野党の保守党のみならず、第3政党の自由民主党にも水をあけられる大敗を喫した。これをうけ、選挙結果が完全にははっきりとしない同4日夜の時点で、労働党の若手議員のホープ格・ジェームズ・パーネル雇用・年金大臣（James Purnell）が「労働党を救うため」としてブラウン首相に対して退陣を求めた上で辞任を表明。
この動きにジョン・ハットン国防大臣・ジェフ・フーン運輸大臣・ポール・マーフィウェールズ大臣も続き、この動きを受けてブラウン首相は内閣改造を行うと発表。また、ブラウン首相の記者会見中にキャロライン・フリント欧州担当閣外大臣も辞任を表明し、24時間以内に閣僚級5人が辞任するという異例の事態となった。
結果、一連の騒動では以下閣僚6人が辞任することとなった（閣外大臣は除く）。
- ヘーゼル・ブリアーズ（コミュニティー・地方政府担当大臣）
- ジェフ・フーン（運輸大臣）
- ジョン・ハットン（国防大臣）
- ポール・マーフィー（ウェールズ大臣）
- ジェームズ・パーネル（雇用・年金大臣）
- ジャッキー・スミス（内務大臣）

辞任した閣僚6人のうちほとんどがブレア派で、同時に自身も経費乱用を指摘されていた議員達であるため、彼らの辞任を「計算づくの行動」とする観測もある。また、トニー・マクナルティロンドン担当閣外大臣、マーガレット・ベケット住宅担当閣外大臣、ベバリー・ヒュー児童・青年・家庭担当閣外大臣も改造の結果、閣内から去った。

### 内閣改造
改造では、デイヴィッド・ミリバンド外務大臣など党内の有力議員を留任させ、ジャッキー・スミスの辞任で席が空いた"Great Offices of the State"と呼ばれる4ポスト（首相・蔵相・外相・内相）の一角・内務大臣には次期党首の最有力候補・アラン・ジョンソン保健大臣が横滑りした。アリスター・ダーリング財務大臣、ジャック・ストロー司法大臣、エド・ボールズ児童・青年・家庭大臣、ダグラス・アレクサンダー国際開発大臣ら首相側近（ブラウン派）の閣僚も、発足以来のポストに留任となっている。
また、副党首（王璽尚書、庶民院院内総務、平等担当大臣兼任）のハリエット・ハーマンや、前ブレア首相の側近ピーター・マンデルソンビジネス担当大臣の席次が首相に次ぐナンバー2.3に引き上げられた。なお、マンデルソンが担当していたビジネス・企業・規制担当大臣は「ビジネス・イノベーション・職業技能大臣」に改編され、事実上副首相ポストに相当する「筆頭国務大臣」と「枢密院議長」のポストが追加されたうえで、同閣外大臣の3人全員が閣議への出席資格をもつ破格の待遇となった。
閣議への参加権はないが、前党首ニール・キノックの妻で元欧州議会議員でもあるグレニス・キノック（Glenys Kinnock）が、5月4日投開票の次期欧州議員選挙への出馬を辞退してヨーロッパ担当の閣外相に就任したことも話題となった。

### 総選挙断行、そして下野
2010年4月12日にブラウン首相は庶民院を解散し、5月6日を投票日とする選挙戦に突入した。その選挙戦はブラウン首相自身の失言騒動などもあり、与党労働党が大苦戦する中で投票日を迎えた。
5月6日の庶民院総選挙で与党労働党は258議席に留まり、306議席を獲得した保守党に第一党の座を明け渡した。だが保守党も過半数を獲得することが出来なかった為、労働党は第三党の自由民主党と連立工作を行ったが不調に終わり、5月11日にブラウン首相が辞任を表明、エリザベス2世女王が保守党のデーヴィッド・キャメロンを首相に任命したことで、1997年のブレア政権発足以来、13年間に亘った労働党政権に幕を下ろす形となった。

## 改造後の閣僚
- 席次は英国首相官邸公式サイトの発表に因った。
- MPは庶民院議員。PCは貴族院議員。

| 役職                                                                | 画像 | 大臣                          | 任期                                                                                    | 備考                                                      |
| ------------------------------------------------------------------- | ---- | ----------------------------- | --------------------------------------------------------------------------------------- | --------------------------------------------------------- |
| 首相 第一大蔵卿 行政機構担当大臣 （労働党党首）                     |      | ゴードン・ブラウン MP         | 2007年6月27日 - 2010年5月11日                                                           | 留任                                                      |
| 王璽尚書 庶民院院内総務 女性・平等担当大臣 （労働党副党首・幹事長） |      | ハリエット・ハーマン MP       | 2007年6月28日 - 2010年5月11日                                                           | 留任                                                      |
| 筆頭国務大臣 ビジネス・イノベーション・職業技能大臣 枢密院議長      |      | ピーター・マンデルソン PC     | 2009年6月5日 - 2010年5月11日 2008年10月3日 - 2010年5月11日 2009年6月5日 - 2010年5月11日 | 前改造内閣ではビジネス・企業・規制改革大臣                |
| 財務大臣 第二大蔵卿                                                 |      | アリスター・ダーリング MP     | 2007年6月28日 - 2010年5月11日                                                           | 留任                                                      |
| 外務・英連邦大臣                                                    |      | デイヴィッド・ミリバンド MP   | 2007年6月28日 - 2010年5月11日                                                           | 留任                                                      |
| 大法官 司法大臣                                                     |      | ジャック・ストロー MP         | 2007年6月28日 - 2010年5月11日                                                           | 留任                                                      |
| 内務大臣                                                            |      | アラン・ジョンソン MP         | 2009年6月5日 - 2010年5月11日                                                            | 保健大臣から転任                                          |
| 環境・食糧・農村大臣                                                |      | ヒラリー・ベン MP             | 2007年6月28日 - 2010年5月11日                                                           | 留任                                                      |
| 国際開発大臣                                                        |      | ダグラス・アレクサンダー MP   | 2007年6月28日 - 2010年5月11日                                                           | 留任                                                      |
| コミュニティー・地方政府大臣                                        |      | ジョン・デナム MP             | 2009年6月5日 - 2010年5月11日                                                            | イノベーション・大学・職業技能大臣から転任                |
| 児童・学校・家庭大臣                                                |      | エド・ボールズ MP             | 2007年6月28日 - 2010年5月11日                                                           | 留任                                                      |
| エネルギー・気候変動大臣                                            |      | エド・ミリバンド MP           | 2008年10月3日 - 2010年5月11日                                                           | ランカスター公領大臣から転任                              |
| 保健大臣                                                            |      | アンドリュー・バーナム MP     | 2009年6月5日 - 2010年5月11日                                                            | 文化・メディア・スポーツ大臣から転任                      |
| 北アイルランド大臣                                                  |      | ショーン・ウッドワード MP     | 2007年6月28日 - 2010年5月11日                                                           | 留任 併せて、内閣府で政府の政策・戦略コーディネートを担当 |
| 貴族院院内幹事 ランカスター公領大臣                                 |      | ジャネト・ローヤル PC         | 2008年10月3日 - 2010年5月11日 2009年6月5日 - 2010年5月11日                              | 留任 枢密院議長から転任                                   |
| 内閣府担当大臣 オリンピック担当国務大臣 財務省主計長官              |      | テッサ・ジョエル MP           | 2009年6月5日 - 2010年5月11日 2005年7月6日 - 2010年5月11日 2007年6月28日 - 2010年5月11日 | 留任                                                      |
| スコットランド大臣                                                  |      | ジム・マーフィー MP           | 2008年10月3日 - 2010年5月11日                                                           | 留任                                                      |
| 雇用・年金大臣                                                      |      | イヴェット・クーパー MP       | 2009年6月5日 - 2010年5月11日                                                            | 財務省主席担当官から転任                                  |
| 財務省主席担当官                                                    |      | リーアム・バーン MP           | 2009年6月5日 - 2010年5月11日                                                            | ランカスター公領大臣、 内閣府担当大臣から転任             |
| ウェールズ大臣                                                      |      | ピーター・ヘイン MP           | 2009年6月5日 - 2010年5月11日                                                            | 2008年1月24日の解任を経て再任                             |
| 国防大臣                                                            |      | ボブ・エインズワース MP       | 2009年6月5日 - 2010年5月11日                                                            |                                                           |
| 運輸大臣                                                            |      | アンドリュー・アドニス PC     | 2009年6月5日 - 2010年5月11日                                                            |                                                           |
| 文化・メディア・スポーツ大臣                                        |      | ベン・ブラッドショウ MP       | 2009年6月5日 - 2010年5月11日                                                            |                                                           |
| 下記の役職者も閣議に出席                                            |      |                               |                                                                                         |                                                           |
| 財務政務次官 庶民院院内幹事                                         |      | ニック・ブラウン MP           | 2008年10月3日 - 2010年5月11日                                                           | 留任                                                      |
| 外務・英連邦閣外大臣 （アフリカ・アジア・国連担当国務大臣）         |      | マーク・マロック・ブラウン PC | 2007年6月28日 - 2010年5月11日                                                           | 留任 前国連副事務総長                                     |
| コミュニティー・地方政府閣外大臣 （住宅担当）                       |      | ジョン・ヒーリー MP           | 2009年6月5日 - 2010年5月11日                                                            |                                                           |
| ビジネス・イノベーション・技能閣外大臣 （ビジネス担当）             |      | パット・マクファデン MP       | 2009年6月5日 - 2010年5月11日                                                            |                                                           |
| ビジネス・イノベーション・技能閣外大臣 （科学・イノベーション担当） |      | ポール・ドレイソン PC         | 2008年10月3日 - 2010年5月11日                                                           | 留任                                                      |
| 下記の役職者も必要に応じて閣議に出席                                |      |                               |                                                                                         |                                                           |
| 法務長官                                                            |      | バトリシア・スコットランド PC | 2007年6月28日 - 2010年5月11日                                                           | 留任                                                      |
| 児童・学校・家庭閣外大臣 （児童担当）                               |      | ドーン・プリマロロ MP         | 2009年6月5日 - 2010年5月11日                                                            | ブレア内閣で法務長官。再入閣                              |
| 雇用・年金閣外大臣 （雇用担当）                                     |      | ジム・ナイト MP               | 2009年6月5日 - 2010年5月11日                                                            |                                                           |
| ビジネス・イノベーション・技能閣外大臣 （地方経済発展担当）         |      | ロジー・ウインタートン MP     | 2009年6月5日 - 2010年5月11日                                                            |                                                           |
| 下記の役職者も閣議に出席する権利を所持                              |      |                               |                                                                                         |                                                           |
| 首相政務秘書官                                                      |      | アンジェラ・E・スミス MP      | 2007年6月28日 - 2010年5月11日                                                           | 留任                                                      |
| 首相政務秘書官                                                      |      | ジョン・トリケット MP         | 2008年10月3日 - 2010年5月11日                                                           | 留任                                                      |

## 参照
1. ↑  “選挙結果にらみ「ブラウン降ろし」公然化”. MSN産経ニュース. (2009年6月4日).  オリジナルの2009年12月20日時点におけるアーカイブ。 2009年6月7日閲覧。 {{cite news}}: |accessdate=、|date=の日付が不正です。 (説明)⚠
2. 1 2  “加速するブラウン降ろし 3閣僚去り退陣要求も”. 中国新聞. (2005年6月5日) 2009年6月8日閲覧。 {{cite news}}: |accessdate=、|date=の日付が不正です。 (説明)⚠
3. ↑  “英労働党273議席以上失う”. MSN産経ニュース. (2009年6月6日) 2009年6月7日閲覧。 {{cite news}}: |accessdate=、|date=の日付が不正です。 (説明)⚠
4. ↑  “英雇用・年金相が辞任表明、ブラウン首相に退陣促す”. CNN.co.jp. (2009年6月5日) 2009年6月7日閲覧。 {{cite news}}: |accessdate=、|date=の日付が不正です。 (説明)⚠
5. ↑  パーネル大臣の首相退陣要求・辞任表明に関しては次のリンクを参照のこと
“Purnell resignation letter”. BBC. (2009年6月5日) 2009年6月8日閲覧。 {{cite news}}: |accessdate=、|date=の日付が不正です。 (説明)⚠
6. ↑  “英ブラウン首相、続投を表明 内閣改造記者会見で”. AFP. (2009年6月6日) 2009年6月7日閲覧。 {{cite news}}: |accessdate=、|date=の日付が不正です。 (説明)⚠
7. ↑  “Full list of Cabinet members”. Number10.gov.uk. (2009年6月5日).  オリジナルの2009年6月8日時点におけるアーカイブ。 2009年6月7日閲覧。 {{cite news}}: |accessdate=、|date=の日付が不正です。 (説明)⚠
8. ↑  “PM calls on Glenys Kinnock, Hain”. BBC. (2009年6月5日) 2009年6月8日閲覧。 {{cite news}}: |accessdate=、|date=の日付が不正です。 (説明)⚠
9. ↑  英総選挙、二大政党の危機 産経新聞 2010年4月12日閲覧
10. ↑  「偏屈女」発言で英首相が窮地に 産経新聞 2010年4月29日閲覧
11. ↑  英総選挙、保守党第１党なるも過半数取れず、各党、連立政権へ動きだす 産経新聞 2010年5月7日閲覧
12. ↑  ブラウン首相、辞任を表明 産経新聞 2010年5月12日閲覧
13. 1 2  大臣給与の受け取りを辞退